# Wailly-Beaucamp
Wailly-Beaucamp är en kommun i departementet Pas-de-Calais i regionen Hauts-de-France i norra Frankrike. Kommunen ligger i kantonen Montreuil som tillhör arrondissementet Montreuil. År 2022 hade Wailly-Beaucamp 1 063 invånare.

## Befolkningsutveckling
Antalet invånare i kommunen Wailly-Beaucamp
| Referens: INSEE |